# Menoge
Menoge – rzeka we Francji, przepływająca przez teren departamentu Górna Sabaudia, o długości 29,8 km. Stanowi dopływ rzeki Arve.